# Voyage à Ouaga
Pour plus de détails, voir Fiche technique et Distribution.
Voyage à Ouaga, est une comédie d'aventure franco-congolo-burkinabè sortie en 2001, réalisée par Camille Mouyéké et coproduite par Maka Kotto, Xavier Letourneur, Aïssa Maïga et Elena Zoubkou. Le film met en scène Éric Laugérias dans le rôle principal tandis que Maka Kotto, Xavier Letourneur, Aïssa Maïga et René Morard jouent les seconds rôles. Le film tourne autour de Lionel, un jeune Français qui a tout perdu alors qu'il venait d'arriver à Cotonou, au Bénin, pendant les émeutes qui ont secoué la ville.
Le film a été présenté pour la première fois en 2001. Il a reçu des critiques mitigées et a été projeté dans de nombreux festivals de cinéma. La même année, le film a remporté le prix du public au Festival international du film francophone de Namur. Il a aussi remporté le Prix de la ville de Ouagadougou au Festival panafricain du cinéma et de la télévision de Ouagadougou (FESPACO).

## Fiche technique
- Titre original : Voyage à Ouaga
- Réalisation et scénario : Camille Mouyéké
- Photographie : Jean-Michel Humeau
- Montage : Odile Bonis, Catherine Renault
- Musique : Michel Montoyat
- Décors : Joseph Kpobli
- Costumes : Martine Some
- Société de production : Allison Productions
- Pays de production :  Burkina Faso -  République du Congo -  France
- Langue originale : français
- Format : couleurs
- Genre : Comédie d'aventure
- Durée : 90 minutes
- Date de sortie :
  - Burkina Faso : 2001 (Festival panafricain du cinéma et de la télévision de Ouagadougou)

## Distribution
- Éric Laugérias : Lionel
- Maka Kotto : Zao
- Xavier Letourneur : Marcel
- Aïssa Maïga : Loutaya
- René Morard : Max
- Tom Ouedraogo : Sékou
- Bénédicte Roy : Victoria